# Wuileisys Acevedo
Wuileisys Alexander Acevedo Monasterios (Caracas, 1986-Caracas, 22 de enero del 2025), conocido también por su alias Wilexis,  fue un criminal, narcotraficante y pran venezolano, máximo líder de la delincuencia en Petare, estado Miranda. Él junto a su banda delictiva estuvo mayoritariamente desde 2020 a 2021, en conflicto armado contra otros líderes criminales locales y autoridades policiales y militares de Venezuela, entre ellas CICPC, FAES, SEBIN, PNB, BAE y la Guardia Nacional Bolivariana (GNB) junto al CONAS.

## Biografía

### Historial delictivo

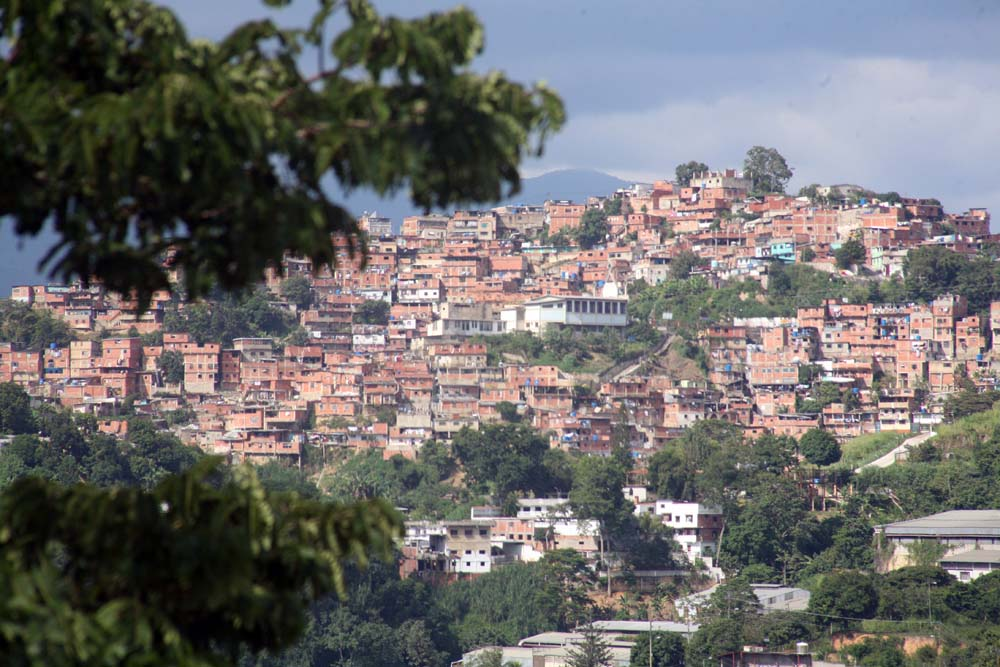
Imagen de Petare, estado Miranda, zona donde reside Wuilesys Acevedo.

Wuileisys Acevedo nació en Caracas, Venezuela, y a la edad de 20 años pagaba condena en la cárcel de Tocorón, en el estado Aragua, con solicitud en seis tribunales penales, imputado por homicidio, secuestro, extorsión y robo. Años más tarde, tras su excarcelación empezó a residir en el barrio José Félix Ribas de Petare, municipio Sucre del estado Miranda, el mismo en 2017, fue designado por el entonces alcalde del municipio, José Vicente Rangel Ávalos, como juez de paz de la zona. Según la periodista Ibéyise Pacheco, a Wuilesys se le «entregó» el barrio José Félix Rivas, con «armas de guerra incluidas».
Acevedo con su banda de 200 integrantes que lleva el nombre de su apodo, controla gran parte de Petare, situado al este de la capital venezolana y habitado por un millón de caraqueños. La mayoría, no pasa de los 30 años, y los más jóvenes todavía están estudiando en el subsistema de educación básica de dicho país. Estos últimos tienen el cargo de «gariteros» (custodios de territorio). Todo el equipo delictivo se encuentra armado y posee radiotransmisores, según informa el portal El Pitazo.
El diario español ABC, reseñó que Wuilesys mantiene con su banda criminal, el dominio de cuatro grandes sectores de la localidad –desde la zona 6 hasta la 10– con fusiles Colt AR-15, AK-103, AKM, FN FAL, ametralladoras FN MAG FN Minimi y Fusil M40, rifles de francotirador, como el M14, Remington 700 y hasta fusiles calibre 50 de diferentes modelos, Mini Uzi, H&K MP5, escopetas y granadas, incluso se especula que tengan lanzacohetes AT4 y RPG-7, donde realizan extorsiones a comerciantes de zonas aledañas, narcotráfico y hurto, además del control social, que ha producido el desalojo de muchos residentes del lugar.
El medio Miami Diario, sobre un artículo publicado de la biografía de Wuileisys, mencionó lo siguiente:

Su banda –que lleva el nombre de «Wilexis»– tiene censada a la población local, a los transportistas, y lleva la administración de servicios básicos como el gas combustible, e inclusive cuando convoca a alguna manifestación, todos deben asistir. Aparte, Acevedo es el encargado del reparto en la comunidad de las bolsas del Comité Local de Abastecimiento y Producción (CLAP), programa social del mandatario Nicolás Maduro. Su accionar en la zona tiene detractores, quienes lo acusan de crear todo un esquema delictivo con extorsión al comercio. Pero no todos lo ven de esa manera, hay pobladores que lo apoyan debido a «beneficios locales», porque «el pran de la zona» les ha brindado seguridad, tras la implementación de medidas, entre ellas asesinar a «bataneros», delincuentes que roban teléfonos celulares o baterías de automóviles. Las víctimas de un robo no denuncian ante las autoridades, sino ante Wuileisys, quien interviene. Consideran además que los protege de funcionarios de los cuerpos de seguridad como el FAES.
Miami Diario

En 2019, Acevedo empezó a tener molestias con la presidencia de Nicolás Maduro debido a la crisis en Venezuela, permitiendo protestas en la zona y visitas de políticos de oposición, como Juan Guaidó. A eso se le unió el asesinato de su escudero, un joven de 15 años a manos del FAES. En 2020, se relevó que Acevedo tenía nexos con el delincuente Richard José Canmarano Jaimes, un sujeto procesado por tráfico internacional de drogas, el cual se escapó del Centro Penitenciario de Carabobo ubicado en Tocuyito, estado Carabobo, Venezuela.

### Enfrentamientos en Petare
En 2020, tienen lugar una serie de enfrentamientos en Petare, barrio en el estado Miranda, Venezuela, entre el líder delincuencial Wilexis y tanto otros líderes criminales locales como con autoridades policiales y militares de Venezuela, incluyendo al CICPC, FAES, SEBIN, PNB, BAE y la Guardia Nacional Bolivariana (GNB) junto al CONAS. Acevedo fue acusado por el gobierno de Nicolás Maduro de ser «presuntamente» colaborador de la Administración para el Control de Drogas (DEA) de Estados Unidos y de estar implicado en la Operación Gedeón ocurrida en mayo de ese mismo año, desmentido posteriormente por el mismo pran.
Pese a los enfrentamientos de Wuileisys en Petare de mayo y junio de 2020, tanto con fuerzas militares venezolanas y bandas delictivas, no fue capturado y sigue manteniendo el control de la localidad. El sitio de noticias El Estímulo, aseguró que la administración de Nicolás Maduro «pactó» con el pran, para que pudiera seguir llevando el monitoreo de la zona. El 6 de noviembre de 2020, se reportó que Acevedo fue herido de bala en una comisión del FAES en el barrio José Felix Ribas, donde además perecieron cuatro integrantes de la banda de «Wilexis», entre ellos el conocido por su alias «El Chino». Wuileisys logró evadir el operativo de captura.

### Últimos años y muerte
En enero de 2021, autoridades gubernamentales mencionaron un nuevo enfrentamiento entre la banda de «Wilexis» con otra llamada «Fechas patrias» en el sector de José Félix Ribas. La banda del pran Acevedo, ha sido desarticulada paulatinamente por medio de operativos policiales por parte de funcionarios de la Fuerza de Acciones Especiales (FAES), aunque se mantiene activa con más de 200 integrantes.
En 2023, fueron abatidos por funcionarios de la Policía Nacional Bolivariana (PNB), dos «presuntos» integrantes de la banda que lidera Wilexis.
A las 7:30 minutos de la mañana (11:30 GMT), del día miércoles 22 de enero de 2025, en una operación en la carretera Petare-Santa Lucía, Filas de Mariche, en un enfrentamiento en el que hizo armas a una comisión de inteligencia de las fuerzas policiales, resulta herido y finalmente dado por muerto al ingresar sin signos vitales a un centro de salud, al que fue trasladado por funcionarios del Cuerpo de Investigaciones Científicas Policiales y Criminalísticas (CICPC).